# Huddinge, Huddinge
Huddinge, Huddinge är en låt av det svenska proggbandet Hoola Bandoola Band. Låten var fanns med på albumet Fri information från 1975. Den var även med på CD-versionen av samlingsalbumet Hoola Bandoola Band 1971 - 1976.
Texten är en bearbetning av en dikt skriven av Kent Putkinen. Han skickade den anonymt till Mikael Wiehe, som tonsatte den.
Låten är inspirerad av The Band.
"Huddinge, Huddinge" finns även med på livealbumet …för dom som kommer sen.